# Wimvadocus torelli
Wimvadocus torelli är en kräftdjursart som först beskrevs av Goës 1866.  Wimvadocus torelli ingår i släktet Wimvadocus och familjen Melitidae. Inga underarter finns listade i Catalogue of Life.